# John Tchicai
John Martin Tchicai (Kopenhagen, 28 de abril de 1936 - 2012) é um saxofonista de jazz dinamarquês, foi um dos primeiros músicos europeus de free jazz. É dinamarquês e de ascendência congolesa.
Tchicai estudou violino em sua juventude, na adolescência começou tocando clarinete e saxofone alto, sobretudo este último. Até finais dos anos 1950 ele viajou pelo norte da Europa, tocando com vários músicos.
Após mudar-se para Nova York em 1963, participou da cena de free jazz norte-americano, co-formando a New York Contemporary Five e a New York Art, além de tocar com John Coltrane durante a época de Ascencion.
Ele retornou à Dinamarca, em 1966, e pouco depois centrou a maior parte do seu tempo ao ensino musical.
Tchicai regressou em gravações nos finais dos anos de 1970. No início dos anos 1980 o saxofone tenor se tornou seu principal instrumento. Em 1990 foi-lhe atribuída uma bolsa de vigência do dinamarquês Ministério da Cultura. Tchicai e sua esposa deslocaram-se para São Francisco, em 1991. 